# Subjetivismo moral

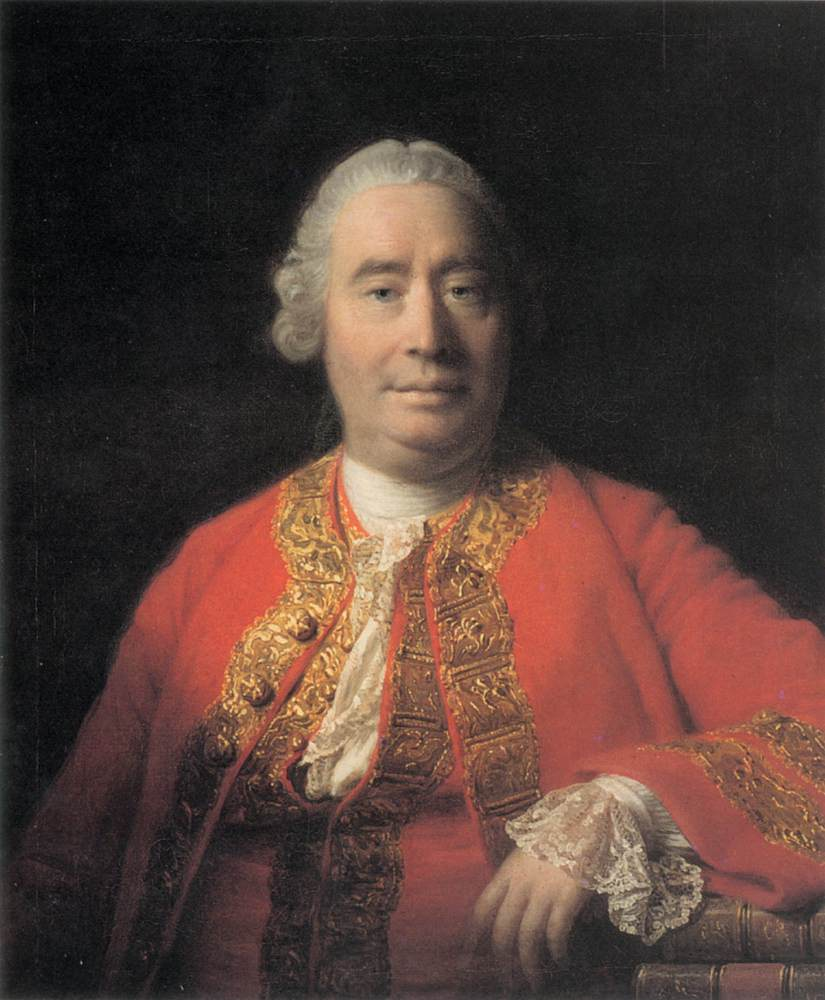
David Hume pintado por Allan Ramsey en 1766.

El subjetivismo moral o subjetivismo ético es una doctrina filosófica que afirma que lo bueno y lo malo, en la moral o ética, es reducible a nuestras actitudes y opiniones personales. 
No debe confundirse el subjetivismo moral con el egoísmo moral, de acuerdo con el cual las personas deben tener la normativa ética de obrar para su propio interés. En el segundo caso se trata de lo que más nos conviene, mientras que en el primero se trata de nuestros valores, forma de pensar y sentimientos personales. En el primer caso, no existe un punto de vista objetivo desde el cual juzgar moralmente, mientras que el egoísmo moral podría admitir la existencia de opiniones objetivas acerca de lo que más nos beneficia.
Es falsa la repetida idea según la cual la subjetividad de los valores es una mera extensión del subjetivismo en general, o bien que el escepticismo frente a la objetividad de la Ética es una consecuencia de un escepticismo generalizado con respecto al conocimiento. Por el contrario, muchos filósofos (especialmente dentro del empirismo) tendieron a negar la existencia de un conocimiento moral en parte debido a su creencia en un conocimiento genuino (el científico), y a que lo moral no pueda satisfacer sus duros criterios.

## Visión subjetivista de los valores
Los valores pueden, grosso modo, interpretarse como objetivos (si existen independientemente del sujeto) o como subjetivos (si deben su existencia a reacciones del sujeto que valora). Pero dentro del subjetivismo axiológico (entendido en sentido amplio como toda posición que define los valores por su referencia al hombre) hay algunas diferencias en las maneras de entender el valor.
Así, desde la tradición filosófica del subjetivismo se los interpreta en general como reacciones sentimentales (aunque con características especiales) ante ciertas acciones humanas, idea que cobró fuerza de la mano del filósofo David Hume. Desde una perspectiva psicologista, a su vez, el pensador estadounidense R. B. Perry define los valores como todo aquello que interesa a un sujeto humano. Desde un punto de vista sociológico, se los suele entender como criterios sociales de preferencia que influyen en el comportamiento selectivo, destacando rasgos como su condición de guías con respecto a la toma de decisión en las acciones. El sociólogo Robin Williams Jr. los caracteriza como patrones de deseabilidad que, a diferencia de las normas -que suelen indicar cómo comportarse en circunstancias concretas- tienen una mayor independencia de las situaciones específicas.
Desde una perspectiva filosófica se fueron dando distintas versiones del subjetivismo axiológico. Pero la versión que finalmente es denominada "subjetivismo moral" es la del "subjetivismo simple", que expresa la idea según la cual algo es moralmente bueno o malo de acuerdo con una perspectiva individual. Según esta perspectiva, "Matar es malo" puede traducirse a "Yo desapruebo el asesinato", enunciado cuya verdad se define sobre la base de los sentimientos de quien la pronuncia.
En consecuencia, si surgen dos posturas individuales distintas, una persona que aprueba moralmente “x” y otra que no, no hay técnicamente un desacuerdo, pues los juicios de valor de ambos son verdaderos, en tanto reflejan sus pareceres. La situación es análoga a la de dos personas que tienen gustos diferentes, donde ninguno intenta convencer al otro que su gusto es el verdadero.

## David Hume, principal representante del subjetivismo moral
La idea del subjetivismo ético surgió como una idea sencilla, en las palabras de Hume, enunciando que la moral es cuestión de sentimiento más que de hecho; sin embargo, los teóricos del subjetivismo quisieron mejorar esta teoría. En su libro Tratado de la naturaleza humana (1740), Hume dice: "sea el caso de una acción reconocidamente viciosa: el asesinato intencionado, por ejemplo. Examinándolo desde todos los puntos de vista posibles, a ver si podéis encontrar esa cuestión de hecho o existencia a que llamáis vicio... Nunca podréis descubrirlo hasta el momento en que dirijáis la reflexión a vuestro propio pecho y encontréis allí un sentimiento de desaprobación que en vosotros se levanta contra esa acción. He aquí una cuestión de hecho: pero es objeto del sentimiento, no de razón". Ahora bien, aun siendo un inspirador del subjetivismo ético, Hume no era propiamente un subjetivista, pues confiaba en que el sentido moral propio a la naturaleza humana era estable y compartido por todos los hombres. Hume confía en que el ser humano posee sentimientos morales comunes tales como la clemencia, la caridad, la amabilidad hacia los niños y el amor a la vida.